# Дег хитан
Дег хитан или Дег хинаг, по-известни със старото си име ингалик е северноамериканско индианско племе живяло в долното течение на Юкон и в басейна на река Кускукуюм във вътрешността на Аляска. Традиционната им родина се простира в долната част на Юкон и нейният приток Иноко, от Блекбърн Крийк и Холикачук Слог, до Холи Крос, около средната част на Кускукуюм, от Река Холитна до река Колмаков. Тази територия племето споделя с инуитите кускоуагамиут, с които са свързани чрез смесени бракове.
Имали летни и зимни села, както и временни лагери. Тези три поселища били свързани помежду си и били разположени в радиус от 10 км. Зимното село се състояло от няколко големи правоъгълни дървени постройки покрити с треви и пръст, и частично вкопани в земята. В едно такова жилище живеели от 1 до 3 роднински семейства. Между 10 и 12 такива постройки образуват зимното село. Летните жилища били по-големи от зимните, изградени от смърчови греди и дъски и покрити с кора.
Сред повечето им групи рибата е основна храна. Също така ловували и диви животни, от които карибуто било най-важно. В диетата им влизали още водни птици, яйца и различни диви растения. През зимата се придвижват със снегоходки и с шейни влачени от кучешки впрягове. По вода пътували с канута изработени от брезова кора. Обличали се с кожени дрехи и носели накити, обеци и огърлици. В миналото често се смесвали с инуитите, заради което културата им е силно повлияна от инуитската. Срещат първите руски изследователи през 1833 г. През 1838 – 1839 г. племето преживява голяма епидемия, силно съкратила населението. Връзките им с белите започват по-интензивно след идването на американците. Повечето хора от племето приемат християнството в средата на 20 век.